# Rocío Jurado
María del Rocío Mohedano Jurado (18. září 1943 – 1. června 2006) byla španělská zpěvačka a herečka, významná představitelka flamenca a latinoamerického stylu hudby. Měla přezdívku „La más grande“ (Největší). K jejím největším hitům patří Muera el amor či Señora. Jejím prvním manželem byl boxer Pedro Carrasco, druhým toreador José Ortega Cano.

## Diskografie
- 1969 – Rocío Jurado (Columbia)
- 1970 – Proceso a una estrella (Columbia)
- 1971 – Rocío Jurado (Columbia)
- 1973 – Soy de España (Columbia)
- 1974 – Rocío Jurado (Columbia)
- 1975 – Rocío (RCA)
- 1976 – Rocío Jurado (A que no te vas) (RCA)
- 1976 – Rocío Jurado (Columbia)
- 1977 – Amor Marinero (RCA)
- 1978 – Rocío Jurado (Columbia)
- 1978 – De ahora en adelante (RCA)
- 1979 – Por Derecho (RCA)
- 1979 – Señora (RCA)
- 1980 – Canta a México (RCA)
- 1981 – Ven y Sígueme (RCA)
- 1981 – Canciones de España (RCA)
- 1981 – Como una Ola (RCA)
- 1983 – Canciones de España II: Y sin embargo te quiero (RCA)
- 1983 – Desde dentro (RCA)
- 1985 – Paloma Brava (EMI)
- 1987 – ¿Dónde estás amor? (EMI)
- 1988 – Canciones de España Inéditas (EMI)
- 1989 – Punto de Partida (EMI)
- 1990 – Rocío de Luna Blanca (EMI)
- 1990 – Nueva Navidad (Sony)
- 1991 – Sevilla (Sony)
- 1993 – Como las alas al viento (Sony)
- 1993 – La Lola se va a los puertos B.S.O (Sony)
- 1995 – Palabra de honor (Sony)
- 1998 – Con mis cinco sentidos (Sony)
- 2001 – La más grande: Con la Orquesta Sinfónica de Bratislava (Bat Records)
- 2003 – Yerbabuena y Nopal (Sum Records)
- 2006 – Rocío Siempre (Sony-BMG)

## Filmografie
- Los Guerrilleros (1962)
- Proceso a una estrella (1966)
- En Andalucía nació el amor (1966)
- Una chica casi decente (1971)
- Lola la piconera (1991)
- Una chica casi decente (1991)
- La querida (1976)
- El amor brujo (1986)
- Sevillanas (1992)
- La Lola se va a los puertos (1993)